# UZ-Baureihe ЭПЛ9Т
Die UZ-Baureihe ЕПЛ9Т (EPL9T) ist ein bei der Lokomotivfabrik Luhansk gebauter Triebwagen der Ukrsalisnyzja, der speziell im Vorortverkehr auf Netzen mit 25 kV/50 Hz Wechselstrom eingesetzt wird. Er gehört zu einer Serie von Elektrotriebwagen für den Antrieb mit Gleichstrom-Fahrmotoren und Rekuperationsbremse, wobei sich die Bezeichnung von Електропоїзд Луганский (Elektropojisd Luhanskyj „Elektrozug hergestellt in Luhansk“), Typ 9, herleitet. Der Buchstabe T steht für die Verwendung der Rekuperationsbremse.

## Geschichte

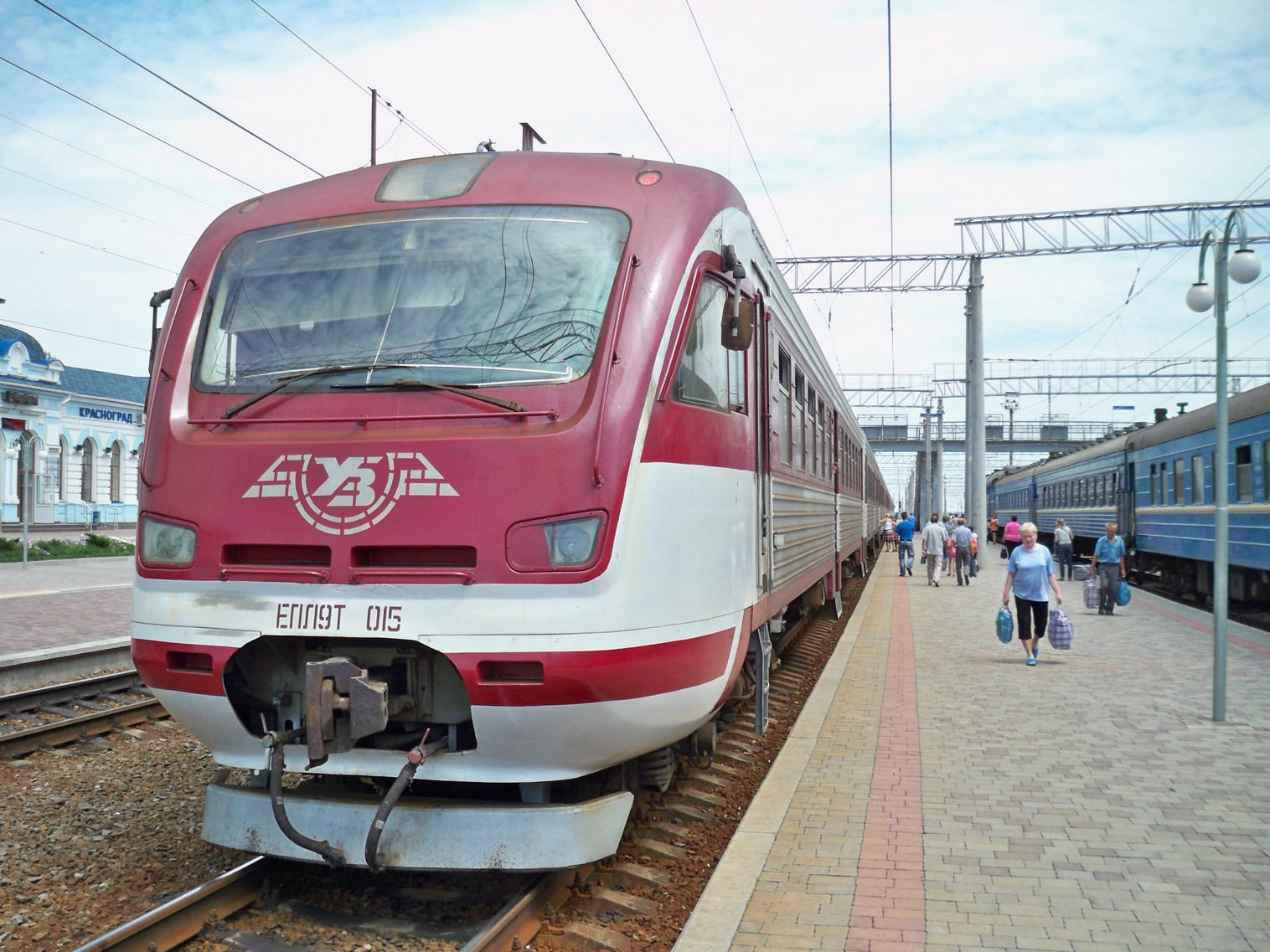
ЭПЛ9Т.015

Der Elektrozug ist bestimmt für den Vorort-Personentransport auf mit 25 kV/50 Hz Wechselstrom bespannten Eisenbahnstrecken mit einer Spurweite von 1.520 mm in Regionen mit gemäßigtem Klima. Die maximale Geschwindigkeit des Zuges beträgt 130 km/h, die Länge des gesamten Zuges beträgt 202.000 mm.
Der gesamte Triebzug ist aus acht Waggons gebildet: aus zwei Steuerwagen, vier Motorwagen und zwei Beiwagen. Dabei wird der Zug in der Formation Steuerwagen – Motorwagen – Beiwagen – Motorwagen – Motorwagen – Beiwagen –
Motorwagen – Steuerwagen betrieben. Zuerst hatten die Fahrzeuge das vom Foto her bekannte Aussehen, später erhielten –spätestens mit dem Wagen der Inventarnummer 015 – auch die Fahrzeuge dieser Baureihe die windschnittige Karosserie.
In der heutigen Zeit werden die Triebwagen in den Depots Fastiw der Piwdenno-Sachidna Salisnyzja (mit den Inventarnummern 002, 003, 005–007, 009, 011, 012) sowie Poltawa der Piwdenna Salisnyzja (mit den Inventarnummern 001, 004, 008, 010, 013–015) eingesetzt. Die Tabelle zeigt die Auflistung der ausgelieferten Fahrzeuge.
| Nummerierung der Elektrozüge ЭПЛ9Т und ihre Zusammensetzung | Nummerierung der Elektrozüge ЭПЛ9Т und ihre Zusammensetzung | Nummerierung der Elektrozüge ЭПЛ9Т und ihre Zusammensetzung | Nummerierung der Elektrozüge ЭПЛ9Т und ihre Zusammensetzung |
| Auslieferungsjahr                                           | Anzahl (Züge)                                               | Nummer (Züge)                                               | Anzahl der Waggons                                          |
| ----------------------------------------------------------- | ----------------------------------------------------------- | ----------------------------------------------------------- | ----------------------------------------------------------- |
| 2001                                                        | 8                                                           | 001                                                         | 8                                                           |
| 2003                                                        | 48                                                          | 002—007                                                     | 8                                                           |
| 2004                                                        | 32                                                          | 008—011                                                     | 8                                                           |
| 2005                                                        | 24                                                          | 012—014                                                     | 8                                                           |
| 2008                                                        | 8                                                           | 015                                                         | 8                                                           |

Gleichzeitig mit dem ЕПЛ9Т wurden in der Lokomotivfabrik Luhansk analoge Züge für Gleichstrom mit der Bezeichnung ЕПЛ2Т (EPL2T) hergestellt. Von dieser Reihe wurden 35 Züge ausgeliefert.